# Augustin Joseph Schulte
Augustin Joseph Schulte (Filadelfia, 5 maggio 1856 – Filadelfia, 23 maggio 1937) è stato un presbitero statunitense.

## Prima vita di vita
Augustine Joseph Schulte nacque a Filadelfia il 5 maggio 1856 ed era figlio di Augustin e Louise Bille Schulte. Venne istruito presso la scuola parrocchiale della chiesa di San Pietro a Filadelfia dal 1863 al 1869. Studiò poi nel seminario "Carlo Borromeo" a Overbrook dal 1874 al 1879.

## Istruzione e servizio a Roma
Il 23 agosto 1879 entrò nel Pontificio collegio americano del Nord. Al termine del corso di studi, il 3 giugno 1882 fu ordinato presbitero dal cardinale Raffaele Monaco La Valletta nella basilica di San Giovanni in Laterano a Roma.
A partire dal 1º giugno 1883 fu assistente del rettore del collegio, monsignor Louis Edward Hostlot. Quando questi morì, il 1º febbraio 1884 all'età di 35 anni, padre Schulte era ancora suo assistente. Il comitato esecutivo del Collegio si riunì il 12 marzo 1884 a New York presso la residenza del cardinale John McCloskey per nominare un nuovo rettore. A quel tempo furono presentati tre nomi, tra cui quello di Denis Jospeh O'Connell, che sarebbe stato successivamente selezionato per l'incarico. Tuttavia, poiché il servizio di padre Schulte "generò una tale grande soddisfazione nei suoi superiori ecclesiastici a Roma", che il cardinale Giovanni Simeoni, il cardinale protettore del collegio, non accettò nessuno dei candidati proposti. Invece, suggerì che padre Schulte potesse continuare a servire come amministratore temporaneo del collegio. Anche se il comitato fu un po' sorpreso dal suggerimento, i suoi membri convennero con lui e il cardinale venne informato della decisione il 9 maggio 1884. Padre Schulte non era il candidato più probabile per il rettorato, in quanto all'epoca aveva solo 28 anni e con una "carnagione leggiadra e leggera e una robusta costituzione che lo faceva sembrare ancora più giovane".
Così, padre Schulte fu pro-rettore dal 1884 al 1885. Anche se aveva cominciato a guidare il collegio fin dal 1º febbraio 1884, il giorno della morte del predecessore, il comitato esecutivo stabilì che il rettorato dovesse cominciare il 30 maggio 1884. Si concluse il 15 giugno dell'anno successivo.
Lo storico del collegio Robert McNamara osserva che Schulte sembra aver avuto pochi problemi nell'ottenere il rispetto degli studenti, nonostante la sua giovinezza e la mancanza di esperienza. Rapidamente venne investito di molte responsabilità, tra le quali l'organizzazione del giubileo d'argento del collegio nel dicembre del 1884. Per commemorare l'occasione, padre Schulte riuscì a fare in modo che i seminaristi partecipassero alla messa privata di papa Leone XIII nella Città del Vaticano che poi li ricevette in un'udienza speciale.

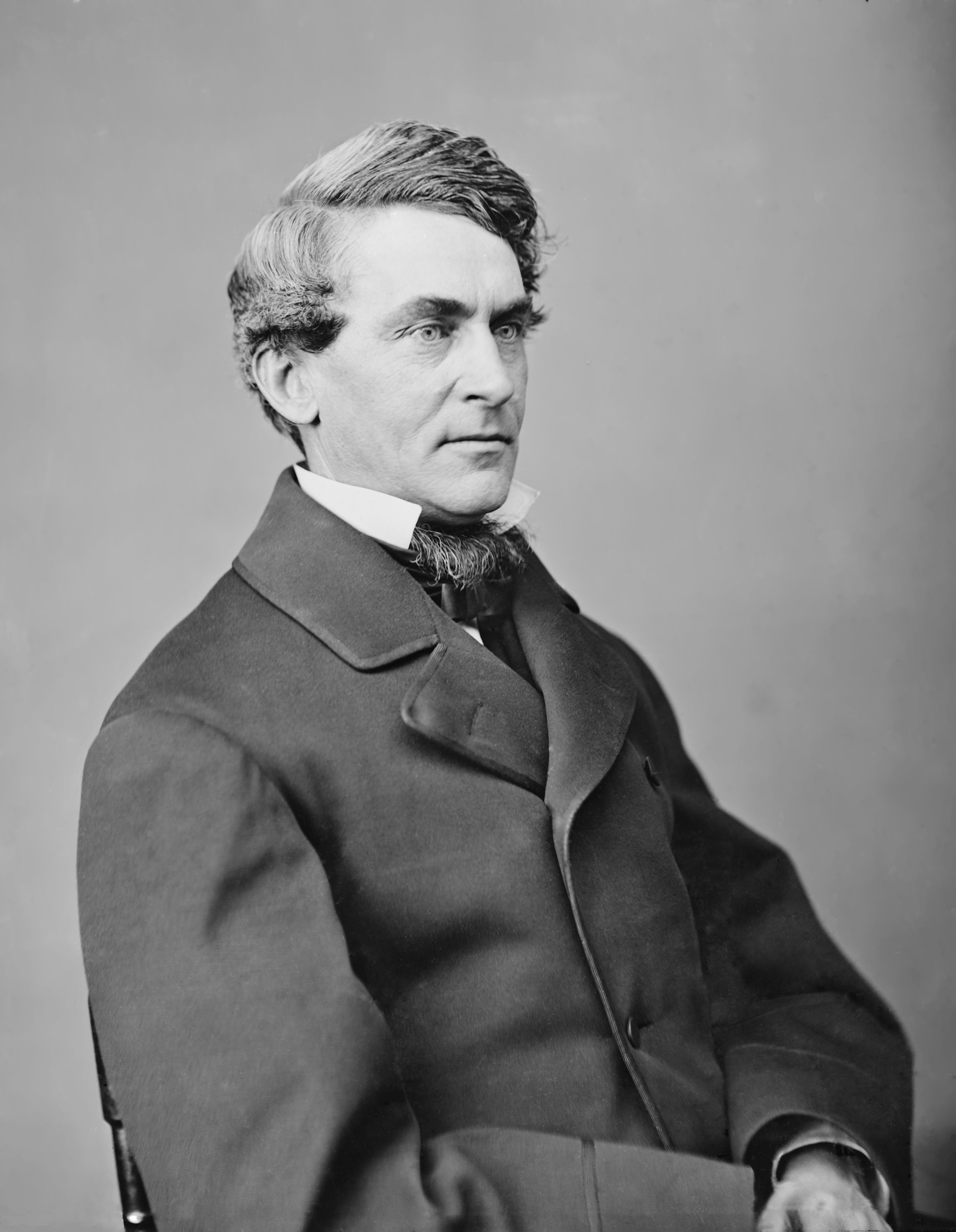
L'intervento del governo americano, mediato dal segretario di Stato Frederick Theodore Frelinghuysen, salvò il collegio dalla confisca durante il pro-rettorato di padre Schulte e portò alla sua istituzione canonica nel 1884.

Molto più significativo però fu il tentativo di confisca del patrimonio del collegio da parte del Regno d'Italia nel 1884. La Corte suprema di cassazione infatti, il 29 gennaio 1884 stabilì che tutte le proprietà della Congregazione De Propaganda Fide dovessero essere confiscate e riconvertite ad altro uso. La protesta della gerarchia cattolica americana e dei laici fu immediata e le proteste verso il governo italiano continuarono durante l'inverno e la primavera del 1884. La paura sembrava fondata, e il 27 febbraio padre Schulte apprese che la vendita degli immobili della Congregazione stava per iniziare e che la sede del collegio era prima nell'elenco. Schulte informò il cardinale Giovanni Simeoni che immediatamente chiese aiuto a New York. Padre Schulte appese una bandiera americana sulle porte del collegio in segno sfida.
L'arcivescovo di New York Michael Augustine Corrigan apprese rapidamente la notizia. Egli chiese assistenza al suo amico George Bliss, un prominente avvocato di New York. Grazie a una serie di contatti, il giorno seguente riuscì a mettere la questione davanti al presidente degli Stati Uniti Chester Arthur. Questi, tramite il Segretario di Stato Frederick Theodore Frelinghuysen, chiese al governo italiano di arrestare i procedimenti contro il collegio. Sebbene il collegio non fosse in realtà proprietario della sua sede, una scappatoia nella legislazione del 1873 che permetteva il sequestro, aggiunta alla pressione del governo degli Stati Uniti, permise all'istituto di sfuggire alla confisca. Con il salvataggio del collegio, padre Schulte fu "giustamente orgoglioso di essere stato il primo ad aver elevato il tono e chiesto aiuto".
L'incidente, però, indusse il consiglio di amministrazione a chiedere che il collegio divenisse un'istituzione formalmente distinta dal Pontificio Collegio Urbano, del quale, fino a quel momento, era stato una sorta di filiale. Papa Leone XIII con il breve apostolico Ubi primum del 25 ottobre 1884, decretò l'istituzione canonica del collegio e gli concesse il titolo di "pontificio".
Alla fine, il nuovo status canonico del Collegio indusse il cardinale Simeoni e il consiglio di amministrazione a trovare un rettore permanente. Anche se padre Schulte aveva compiuto splendidamente il suo ruolo di pro-rettore, in ultima analisi venne considerato ancora troppo giovane e con qualifiche insufficienti per il compito. L'8 giugno 1885 venne selezionato padre Denis Joseph O'Connell che divenne il quarto rettore del collegio. La conferma papale giunse il 15 dello stesso mese e il breve ma importante pro-rettorato di padre Schulte si concluse.
Purtroppo, però, la nomina di un nuovo rettore scosse molto padre Schulte. Il cardinale James Gibbons gli aveva infatti assicurato all'inizio del suo servizio: "Probabilmente, continuerai a operare come rettore e ogni giorno toglierà la giovinezza, l'unica obiezione che esiste contro di te". Quella promessa si rivelò imprudente. Più tardi, parlando della sua partenza, scrisse al cardinale Gibbons: "Probabilmente è provvidenziale, almeno la vedo come tale, ma vostra Grazia, conoscendo il mio amore e affetto per il collegio, capirà facilmente che non era affatto piacevole".

## Anni successivi
Dopo aver lasciato Roma nel giugno del 1885 padre Schulte venne nominato professore di liturgia, lingua latina e lingua francese al seminario "San Carlo Borromeo" di Overbrook. Assunse l'incarico l'8 settembre 1885. Fu maestro di disciplina dal settembre 1886 al febbraio 1898 ed economo del seminario dal 1886 al 1908. Il 10 novembre 1885 si iscrisse nell'associazione degli alunni del Pontificio collegio americano del Nord.
Padre Schulte era inabilitato per malattia dal 1927. Morì a Filadelfia il 23 maggio 1937 all'età di 81 anni. Risiedeva ancora presso il seminario "San Carlo Borromeo", che oggi si trova nella borgata di Lower Merion Township.

## Opere
È autore di due lavori sulla liturgia: Benedicenda (New York, 1907) e Consecranda (New York, 1907), che vennero ristampati più volte. Scrisse anche numerosi articoli su argomenti liturgici per la Catholic Encyclopedia (New York: Robert Appleton Company, 1907-1914) e l'American Ecclesiastical Review (Washington) con gli pseudonimi "LES" e "TAS".